# Полиньяно-а-Маре
Полинья́но-а-Ма́ре (итал. Polignano a Mare, тарант. Peghegnéne [ˈpəgəɲe:nə]) — коммуна в Италии, располагается в регионе Апулия, в провинции Бари.
Население составляет 16 294 человека (2008 г.), плотность населения — 263 чел./км². Занимает площадь 62 км². Почтовый индекс — 70044. Телефонный код — 080.
Покровителями коммуны почитаются святой Вит, празднование 15 июня, и святая Лукия Сиракузская.

## Демография
Динамика населения:

## Города-побратимы
- Сан-Миниато, Италия
- Форио, Италия

## Администрация коммуны
- Официальный сайт: https://web.archive.org/web/20060219071010/http://www.comune.polignano-a-mare.ba.it/